# سندان باراه (بهمئي غرمسيري الشمالي)
سندان باراه (بالفارسية: سندان پاراه) هي قرية تقع في إيران في قسم بهمئي غرمسیري الشمالي الريفي. يقدر عدد سكانها بـ 92 نسمة بحسب إحصاء 2016.